# Вила Кастели
Вила Кастели (итал. Villa Castelli) је насеље у Италији у округу Бриндизи, региону Апулија.
Према процени из 2011. у насељу је живело 6982 становника. Насеље се налази на надморској висини од 270 м.

## Становништво
| 1936. | 1951. | 1961. | 1971. | 1981. | 1991. | 2001. | 2011. |
| ----- | ----- | ----- | ----- | ----- | ----- | ----- | ----- |
| 4.066 | 1.881 | 6.546 | 6.537 | 7.447 | 8.263 | 8.635 | 8.958 |